# Parmelia angustifolia
Parmelia angustifolia är en lavart som först beskrevs av Asahina, och fick sitt nu gällande namn av Kurok. Parmelia angustifolia ingår i släktet Parmelia och familjen Parmeliaceae.   Inga underarter finns listade i Catalogue of Life.